# Ægte mennesker
Ægte mennesker er en svensk science fiction-dramaserie fra 2012. Den havde premiere den 22. januar 2012 på SVT 1. Og dansk premiere den 5. juli 2012 på DR1. Første sæson af serien består af 10 afsnit af hver en times varighed. I rollerne er blandet andet Andreas Wilson, Eva Röse, Leif Andrée, Johan Paulsen og Lisette Pagler. Serien genoptages med en sæson 2 der får premiere på SVT 1 den 1. december 2013. Som optakt kan alle afsnit fra første sæson genses på SVT Play hele november 2013.
Ægte mennesker er skrevet af Lars Lundström og instrueret af Harald Hamrell (afsnit 1–4 og 9–10) og Levan Akin (afsnit 5–8). Serien blev produceret af Sveriges Television og Matador Film i samarbejde med Danmarks Radio og YLE, med støtte fra Nordisk Film & TV Fond samt Nordvisionsfonden. Rettighederne til en amerikansk version blev solgt til Kudos Film & Television allerede inden premieren, og Shine International har købt rettighederne til at distribuere serien internationalt. I april 2013 havde knapt 50 lande købt rettighederne til at vise første sæson.
Serien har vundet Prix Italia 2013 for bedste tv-serie og ved Seoul Drama Awards 2013 vandt Lars Lundström prisen som bedste manuskriptforfatter.

## Rolleliste sæson 1
Rolleliste sæson 1:
- Daniel Abreu – Dick
- Agneta Ahlin – Solveig
- Josephine Alhanko – Flash
- Mikael Almqvist – Mand på gaden
- Romeo Altera – Leo 10 år
- Mats Andersson – Göran
- Leif Andrée – Roger
- Sofia Bach – Åsa
- Johannes Bah Kuhnke – Rick
- Anders Beckman – Ivars
- Sofia Berg-Böhm – Karin
- Jörgen Bergström – Vagt
- Peter Carlberg – Carl
- Lasse Carlsson – Gadearbejder
- Bodil Carr Granlid – Receptionist
- Dan Ekdahl – Arnold
- Hanna Elfors Elfström – Emma
- Sten Elfström – Lennart Sollberg
- Roland Eriksson – Mand 2
- Jesper Feldt – Partimedlem
- Thomas W. Gabrielsson – David Eischer
- Göran Gillinger – Karla
- Jannike Grut – Kvinde i kirken
- Hedda Gullander – Pamela
- Pia Halvorsen – Inger Engman
- Harald Hamrell - Sexkunde
- Maia Hansson Bergqvist – Samantha
- Claes Hartelius – Gösta
- Kåre Hedebrant – Tobias "Tobbe" Engman
- Björn Ingi Hilmarsson – Peter
- Jakob Hultcrantz Hansson – Kunstlærer
- Sara Huss – Oldoz
- Yohanna Idha – Journalist
- Niklas Jarneheim – Magnus
- Ellen Jelinek – Eva
- Carina Jingrot – Elvis
- Dan Johansson – Man i kyrka
- Amanda Kessler – Nilifer
- Tomas Köhler
- Anki Larsson – Vera
- Camilla Larsson – Therese
- David Lenneman – Fred

- Sara Linderholm – Apollonia "Apan"
- Jimmy Lindström – Malte Koljonen
- Ylva Lööf – Anna
- Jonas Malmsjö – Luther
- Simon Miiro – Lucas
- Natalie Minnevik – Matilda Engman
- Rennie Mirro – Bo
- Måns Nathanaelson – Jonas Boberg
- Shebly Niavarani – Henning
- Özz Nûjen – Jorge
- Nicholas Olsson – Björn
- Lisette Pagler – Mimi/Anita
- Aline Palmstierna – Sofia Engman
- Peter Parkrud
- Johan Paulsen – Hans Engman
- David Rangborg – Politibetjent
- Marie Robertson – Beatrice "Bea" Novak
- Eva Röse – Niska
- Alexander Karim – Douglas
- Reuben Sallmander – Gustav
- Fredrik Silbersky – Kevin
- Jennie Silfverhjelm – Maria
- Mattias Silvell – Jim
- Anna Sise – Pilar
- André Sjöberg – Gordon
- Oscar Skagerberg – Jago
- Saunet Sparell – Marylyn
- Richard Sseruwagi – Læge
- Alexander Stocks – Odi
- Birgitta Sundberg – Brita
- Mårten Svedberg – Jan
- Lisbeht Tammeleht – Siri
- Oskar Thunberg
- Jane Timglas – Sexhubot
- Jan Tiselius – Receptionist
- Richard Turpin – Kunde
- Hendrik Törling
- Peter Viitanen – Silas
- Christopher Wagelin – Max
- Ola Wahlström – Ove Holm
- Johannes Wanselow – Vagt
- Andreas Wilson – Leo Eischer
- Anna Åström – Kyra